# Valeria Sabel
Valeria Sabel (Filandari, 7 aprile 1928 – Roma, 18 agosto 2009) è stata un'attrice italiana.

## Biografia
Attrice di solida formazione teatrale, ha debuttato in televisione nel 1964 interpretando il ruolo di Donna Fifì Margarone nello sceneggiato televisivo Mastro Don Gesualdo ed è stata poi nel cast de La cittadella, accanto ad Alberto Lupo, sceneggiato in cui è stata diretta da Anton Giulio Majano.
Per il cinema è stata interprete caratterista di molti film di genere (musicarelli, commedie all'italiana, poliziotteschi, spaghetti western, ecc.)
Valeria Sabel, dopo una lunga carriera teatrale, cinematografica e televisiva, è morta nel 2009, poco dopo aver partecipato alla fiction C'era una volta la città dei matti....
Dopo la sua morte, il comune di Castel Giorgio in provincia di Terni, nel quale l'attrice risiedeva in alcuni periodi dell'anno, ha deciso di istituire, con la collaborazione della FITA - Federazione Italiana Teatro Amatori, un premio alla sua memoria.

## Filmografia

### Cinema
- Navajo Joe, regia di Sergio Corbucci (1966)
- Zum Zum Zum - La canzone che mi passa per la testa, regia di Sergio e Bruno Corbucci (1968)
- Sai cosa faceva Stalin alle donne?, regia di Maurizio Liverani (1969)
- Una breve stagione, regia di Renato Castellani (1969)
- W le donne, regia di Aldo Grimaldi (1970)
- Zum Zum Zum nº 2, regia di Bruno Corbucci (1969)
- Il ragazzo che sorride, regia di Aldo Grimaldi (1969)
- Gli orrori del castello di Norimberga, regia di Mario Bava (1972)
- Quante volte... quella notte, regia di Mario Bava (1972)
- Amore e ginnastica, regia di Luigi Filippo D'Amico (1973)
- Vogliamo i colonnelli, regia di Mario Monicelli (1973)
- Milano trema: la polizia vuole giustizia, regia di Sergio Martino (1973)
- L'invenzione di Morel, regia di Emidio Greco (1974)
- E cominciò il viaggio nella vertigine, regia di Toni De Gregorio (1974)
- Hanno ucciso un altro bandito, regia di William Garroni (1976)
- Una spirale di nebbia, regia di Eriprando Visconti (1977)
- Io ho paura, regia di Damiano Damiani (1977)
- Improvviso, regia di Edith Bruck (1979)
- Amici miei - Atto IIIº, regia di Nanni Loy (1985)
- Quartiere, regia di Silvano Agosti (1987)
- Renegade - Un osso troppo duro, regia di E.B. Clucher (1987)
- Il padrino - Parte III (The Godfather - Part III), regia di Francis Ford Coppola (1990)
- Maledetto il giorno che t'ho incontrato, regia di Carlo Verdone (1992)
- Per amore, solo per amore, regia di Giovanni Veronesi (1993)
- Va' dove ti porta il cuore, regia di Cristina Comencini (1996)
- Il guerriero Camillo, regia di Claudio Bigagli (1999)
- Luce dei miei occhi, regia di Giuseppe Piccioni (2001)
- Ti spiace se bacio mamma?, regia di Alessandro Benvenuti (2003)
- La guerra di Mario, regia di Antonio Capuano (2005)
- Non prendere impegni stasera, regia di Gianluca Maria Tavarelli (2006)
- Giulia non esce la sera, regia di Giuseppe Piccioni (2009)

### Televisione
- Mastro Don Gesualdo, sceneggiato televisivo (1964)
- La cittadella, sceneggiato televisivo (1964)
- Il cadavere scomparso, episodio di Le inchieste del commissario Maigret, serie televisiva, regia di Mario Landi (1968)
- Geminus, regia di Luciano Emmer (1969) - sceneggiato
- Il triangolo rosso, serie televisiva, episodio La chiave (1969)
- La lotta dell'uomo per la sua sopravvivenza, documentario in 12 puntate, regia di Roberto Rossellini (1970)
- Lo sceicco, episodio di K2 + 1, regia di Luciano Emmer (1971) - serie telefilm
- Anno uno, film tv, regia di Roberto Rossellini (1974)
- Orlando furioso, miniserie televisiva (1975)
- Nella vita di Sylvia Plath, film tv (1979)
- Gelosia, miniserie televisiva (1980)
- Mia figlia, regia di Gianni Bongioanni, miniserie televisiva (1982)
- Follia amore mio, film tv (1986)
- Re di Macchia, film tv (1988)
- I ragazzi di via Panisperna, serie tv (1989)
- Marco e Laura dieci anni fa, film tv (1989)
- Un bambino in fuga, miniserie televisiva (1990)
- Senza scampo, miniserie televisiva (1990)
- Villa Arzilla, serie televisiva (1990)
- Un bambino in fuga - Tre anni dopo, miniserie televisiva (1991)
- Turbo, serie televisiva (2000)
- L'uomo che piaceva alle donne - Bel Ami, film tv (2001)
- Distretto di Polizia 2, regia Antonello Grimaldi – serie TV, episodio 2x06 (2001)
- La guerra è finita, miniserie televisiva (2002)
- Madame, film TV (2004)
- Nebbie e delitti 2, miniserie televisiva, episodio L'affittacamere (2005)
- Don Matteo, serie televisiva, episodio Al chiaro di luna (2006)
- Giorni da Leone 2 (2006-2008)
- Crimini, serie televisiva, episodio Disegno di sangue (2007)
- Il commissario De Luca, miniserie televisiva, episodio Estate torbida (2008)
- R.I.S. 4 - Delitti imperfetti, regia di Pier Belloni - serie TV, episodio 4x11 (2008)
- C'era una volta la città dei matti..., miniserie televisiva (2010)

## Teatro
- Mastro Don Gesualdo (1963)
- Zio Vania (1979)

## Doppiatrici italiane
- Rosetta Calavetta in Navajo Joe, Quante volte... quella notte